# Tornby

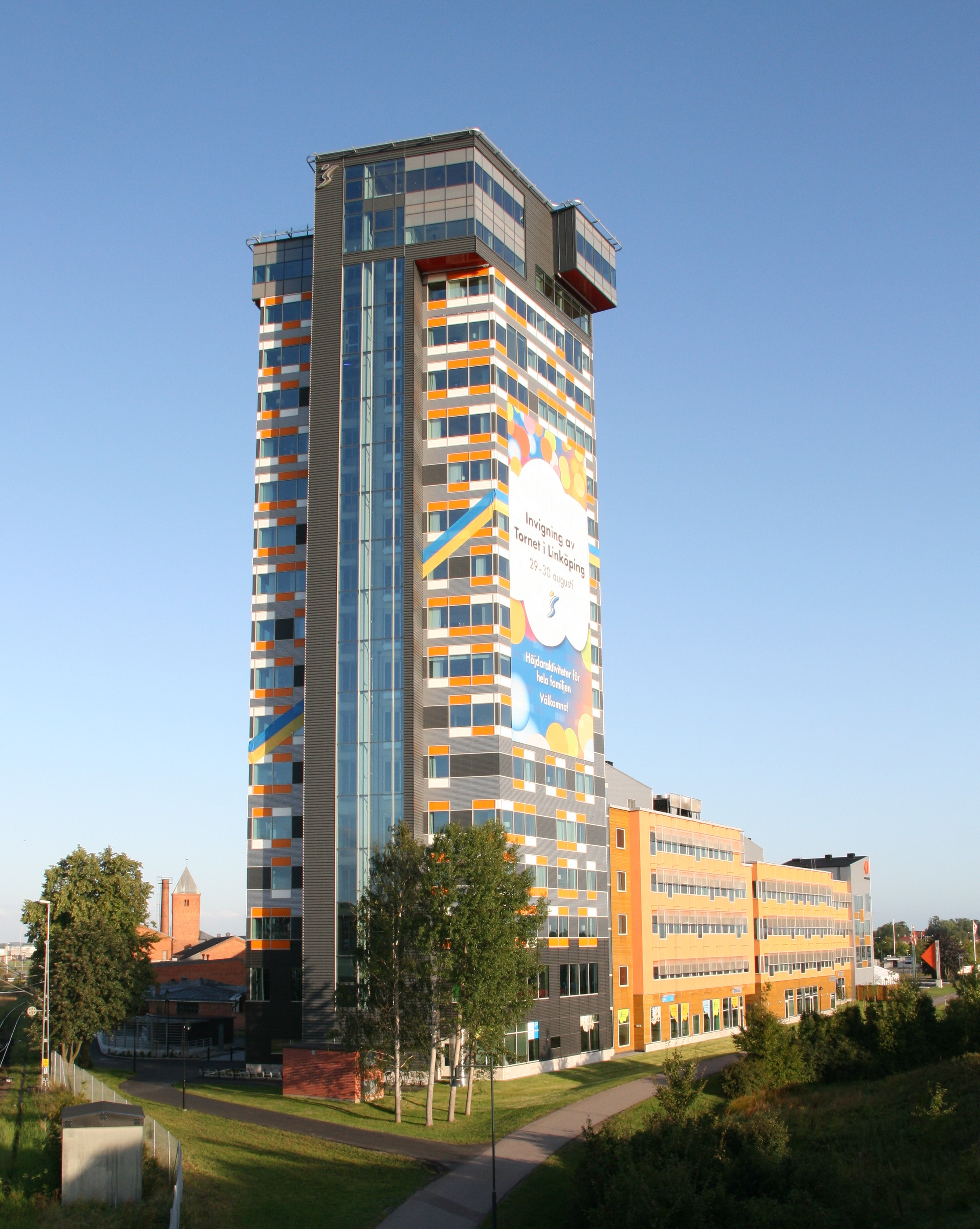
Tornet, Linköpings högsta kontorsbyggnad vid invigningen 2009.

Tornby är ett industriområde i norra Linköping där ett av Sveriges största köpcentra är beläget. Tornby begränsas i söder av järnvägen, i norr av motorvägen E4, i väster av Skäggetorp och Bergsvägen, som utgör den mellersta av de tre motorvägsavfarterna samt i öster av Stångån. Öster om Stångån ligger industriområdet Kallerstad.
Tornby köpcentrum, som utgör nordvästra hörnet av Tornby, är idag Sveriges näst största köpcentrum (sett till omsättning) efter Kungens kurva i Stockholm. En del av butikerna och restaurangerna i Tornby köpcentrum återfinns i en och samma byggnad, IKANO-huset.
Vid Nygårdsrondellen på Bergsvägen nära IKEA och Biltema finns Stina Opitz konstverk Cirkulation II (2006), som är den ursprungliga rondellhunden.
I södra delen av Tornby, intill en bro över järnvägen, ligger höghuset Tornet, som bland annat rymmer det kommunala bostadsbolaget Stångåstadens kontor. Med sina 19 våningar och 64 meter i höjd är det Linköpings högsta hus. Det är dock inte det högsta byggnadsverket, eftersom Linköpings domkyrkas torn är 109 meter högt.